# Запис крушка код дома (Слатина)
Запис крушка код дома (Слатина) се налази на парцели чији је власник Задруга Села Слатина.

## Локација
| Општина             | Јагодина                                                         |
| Катастарска општина | Слатина                                                          |
| Потес               | Село                                                             |
| Координате          | 43° 55′ 16″ С; 21° 05′ 23″ И / 43.921100000000003° С; 21.0898° И |
| Надморска висина    | 330m                                                             |

## Карактеристике
Дендрометријске вредности утврђене на терену и сателитским снимцима:
| Стабло                     | Крушка |
| Висина стабла              | m      |
| Обим дебла                 | m      |
| Пречник крошње             | 10m    |
| Пречник дебла              | m      |
| Висина дебла до прве гране | m      |

## База записа
Запис је у оквиру Викимедија пројекта "Запис - Свето дрво" заведен под редним бројем 0720.